# Bubikon
Bubikon (gzu. Buebike, hist. Bubigheim) – miejscowość i gmina (Politische Gemeinde) w północnej Szwajcarii, w kantonie Zurych, w okręgu (Bezirk) Hinwil.

## Demografia
W Bubikonie mieszka 7496 osób. W 2021 roku 11,3% populacji gminy stanowiły osoby urodzone poza Szwajcarią.

## Transport
Przez teren gminy przebiegają autostrady A15 i A52 oraz droga główna nr 336.